# Доберазени
Доберазени (груз. დობერაზენი) — село в Грузии, на территории Мартвильского муниципалитета края (мхаре) Самегрело-Верхняя Сванетия.

## География
Село находится в западной части Грузии, на правом берегу реки Техури, на расстоянии приблизительно 17 километров (по прямой) к северо-западу от города Мартвили, административного центра муниципалитета. Абсолютная высота — 371 метр над уровнем моря.

## Население
По результатам официальной переписи населения 2014 года в Доберазени проживало 217 человек (115 мужчин и 102 женщины). В национальной структуре населения грузины составляли 100 %.
| Год  | Население, человек |
| ---- | ------------------ |
| 2002 | 283                |
| 2014 | ↘ 217              |